# Sesleria tenerrima
Sesleria tenerrima är en gräsart som först beskrevs av Karl Fritsch, och fick sitt nu gällande namn av August von Hayek. Sesleria tenerrima ingår i släktet älväxingar, och familjen gräs. Inga underarter finns listade i Catalogue of Life.